# Ion Sapdaru
Ion Sapdaru (n. 4 august 1961, Doroțcaia, raionul Dubăsari, RSS Moldovenească, URSS) este un actor de scenă, film, radio, televiziune și voce, regizor de teatru și scenarist român, laureat al Premiilor Gopo pentru cel mai bun actor de film din 2006.

## Biografie
A absolvit facultatea de teatru din Chișinău în 1983 și facultatea de film VGIK din Moscova în 1989, Are un masterat în regie la clasa profesorului Ion Ungureanu, 1990. Activează la Teatrul Național din Iași (actor și regizor) și la Teatrul Mihai Eminescu din Botoșani (regizor). A fost asistent la Facultatea de teatru G. Enescu, Iași (1990-1992, 1994-1997).

### Piese de teatru
- Despartitorul , Zgomotarul , Freelancer Story , Omul cu cinci pisici , Natură moartă cu nepot obez[3], Hollywood Mirage ,

## Premii, recunoaștere
La prima gală de decernare a Premiilor Gopo din primăvara anului 2007, Sapdaru a fost recompensat cu Gopo pentru cel mai bun actor pentru rolul personajului profesorul de liceu Tiberiu Mănescu din filmul A fost sau n-a fost?, regia Corneliu Porumboiu.
- Premiul Gopo, cel mai bun actor în rol principal - 2007[5]
- Premiul pentru cel ai bun actor , Paris IMDB
- Premiul pentru cel mai bun actor , Cotbus IMDB
- Premiul pentru cel mai bun actor , Italia IMDB
- Premiul Uniter pentru cea mai bună piesă - 2009 /neacordat/
- Premiul pentru cel mai bun actor - Tallinn , 2016 IMDB

## Filmografie
- A fost sau n-a fost? (2006) - Tiberiu Mănescu
- Amintiri din Epoca de Aur 1: Tovarăși, frumoasă e viața! (2009) - milițianul
- Medalia de onoare (2009) - fotograful
- S-a furat mireasa (2012) - comisarul Cînepă

- Berliner ( 2019 ) Silvestru Mocanu
- Meda (2017) - un funcționar
- Hotel Moon Kabul (2017)  - Generalul[6]
- Afacerea Est, coproducție România, Lituania, Republica Moldova (2016) - rolul Petro Dudka[7]
- Doar cu buletinul la Paris (2015)
- The gambler (2015) - Constantin Pop
- America, venim! (2014) - Titi
- După dealuri (2012) - căpitan
- În film la nașu (2012)
- Bora-Bora (2010)
- Ciobănilă (2011) - învățătorul
- Biblioteque Pascal (2010) - un funcționar
- Contra timp 2 (2009) - Dobrescu
- Ho Ho Ho (2009) - mecanic auto
- Concertul (2009) - Costea Zenkin
- Francesca (2009) - Pandele
- Întâlniri încrucișate (2009) - Secretar de stat
- Weekend cu mama (2009) - Sandu
- Contra timp (2008) - Dobrescu
- 4 luni, 3 săptămâni și 2 zile (2007) - Domnul Rusu
- California Dreamin' (nesfârșit) (2006) - Primarul
- Hârtia va fi albastră (The Paper will be Blue) (2006) - Crăciun
- Călătorie la oraș (2003) - Gigi
- Pe aripile vinului (2002) - bețivul